# Ресуріле
Ресуріле (рум. Răsurile) — село у повіті Келераш в Румунії. Входить до складу комуни Іляна.
Село розташоване на відстані 54 км на схід від Бухареста, 59 км на північний захід від Келераші, 139 км на південний захід від Галаца.

## Населення
За даними перепису населення 2002 року у селі проживала 41 особа, усі — румуни. Усі жителі села рідною мовою назвали румунську.